# Feudalesimo digitale
Il feudalesimo digitale (inglese: digital feudalism) descrive il controllo monopolistico delle grandi piattaforme tecnologiche su Internet. Analogamente al feudalesimo medievale, in cui i signori feudali possedevano e controllavano le terre e la popolazione, nel feudalesimo digitale le piattaforme tecnologiche sono i signori che controllano i dati, l'accesso e l'esperienza online.

## Descrizione
Le grandi società tecnologiche hanno accumulato un'enorme quantità di dati personali degli utenti e hanno il controllo quasi monopolistico di importanti servizi online. Questo potere monopolistico permette loro di influenzare l'informazione, la pubblicità e persino l'economia online.
Nel feudalesimo digitale, gli utenti dipendono da queste piattaforme per l'accesso a servizi essenziali come la comunicazione, l'informazione e lo shopping online. Tuttavia, queste società possono imporre regole arbitrarie, manipolare i contenuti e raccogliere dati personali per trarne profitto senza un consenso informato o un'alternativa reale.
Il concetto di feudalesimo digitale ha attirato l’attenzione a causa delle preoccupazioni sulla privacy dei dati, sui pregiudizi algoritmici, sui monopoli di mercato e sull’erosione della democrazia online. Alcune proposte per contrastare il feudalesimo digitale includono una maggiore regolamentazione delle grandi piattaforme e la promozione di alternative decentralizzate.